# William Parr (mort en 1483)
Pour les articles homonymes, voir William Parr.
William Parr (vers 1434 – 1483) est un aristocrate et courtisan anglais.

## Biographie
Né vers 1434, William Parr est le fils aîné du parlementaire Thomas Parr et de son épouse Alice Tunstall. Son père fait partie de l'affinité du comte de Salisbury et soutient activement la maison d'York durant la guerre des Deux-Roses. Par conséquent, il est déchu de ses biens par le Parlement des démons en 1459, avant que la décision ne soit annulée après l'avènement d'Édouard IV en 1461. William Parr demeure fidèle à l'allégeance de son père après sa mort en 1464 et devient proche de la famille Neville, très influente dans le Nord de l'Angleterre, et en particulier du comte de Warwick.
En juillet 1469, William Parr soutient le comte de Warwick durant son soulèvement contre Édouard IV et joue un rôle décisif durant la bataille d'Edgecote Moor. Commandant l'avant-garde de l'armée des Neville arrivant sur le champ de bataille en soutien aux forces de Robin de Redesdale, il contribue à revigorer le moral des insurgés et à la déroute des forces du comte de Pembroke. Malgré une réconciliation avec Édouard IV, le comte de Warwick se retrouve progressivement marginalisé et planifie une nouvelle rébellion, cette fois défaite à la bataille de Losecoat Field en mars 1470.
Les jours suivants la déroute de Losecoat Field, William Parr est envoyé auprès d'Édouard IV afin de demander un sauf-conduit au nom du comte de Warwick. Le roi refuse cependant d'accéder à sa requête et le presse de se soumettre, lui assurant un pardon pour son soutien passé à la rébellion. Parr accepte l'offre royale et en est récompensé, puisqu'il est nommé lieutenant royal dans les Marches écossaises de l'Ouest ainsi que connétable de Carlisle. Il est toutefois rapidement démis de ces postes lorsque le comte de Warwick contraint Édouard IV à l'exil en octobre 1470.

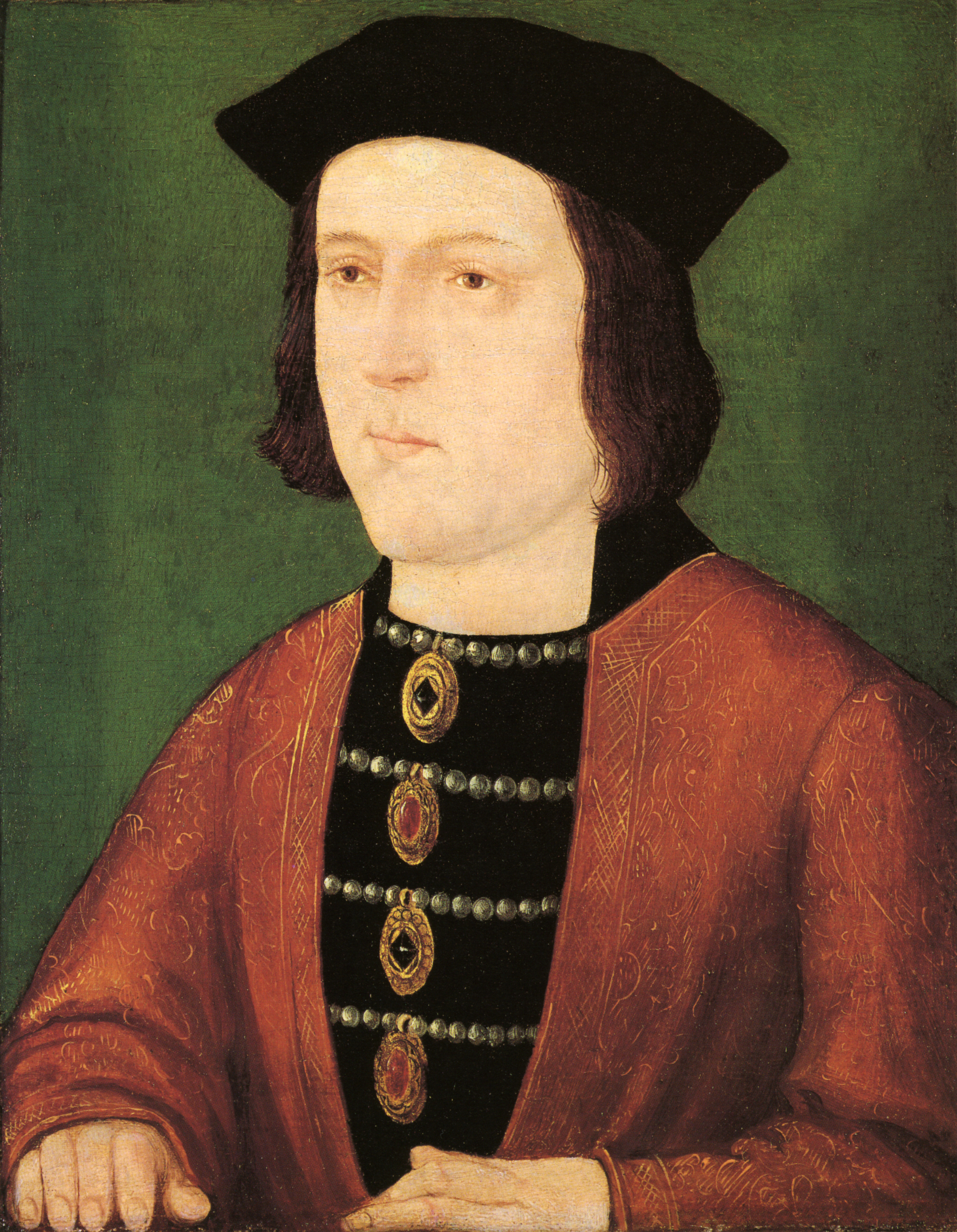
Parr sert fidèlement Édouard IV (représenté ici de manière posthume, vers 1540) après avoir accepté son offre de pardon en 1470.

Aussi, lorsque Édouard IV débarque en mars 1471 à Ravenspurn afin de reconquérir son trône, William Parr est l'un des premiers à le rallier. Accompagné de James Harrington, il le rencontre à Doncaster et lui amène 600 hommes. Présent aux batailles de Barnet et de Tewkesbury, Parr est récompensé de sa loyauté par Édouard IV en étant nommé contrôleur de la Maison royale jusqu'en 1475. Nommé chevalier de l'ordre de la Jarretière en 1474, il reçoit des terres situées à Burgh et à Appleby. Il conduit en outre des négociations avec l'Écosse en 1479 et en février 1483.
Impliqué dans les funérailles d'Édouard IV à la chapelle Saint-Georges de Windsor en avril 1483, William Parr est persuadé par sa belle-mère Alice Neville de soutenir le protectorat du duc de Gloucester, avec lequel il s'est rapproché pendant la décennie précédente. Toutefois, il s'oppose à la déposition du jeune Édouard V et est choqué par l'exécution de William Hastings. Refusant de participer au couronnement du nouveau roi Richard III le 6 juillet 1483, contrairement à son épouse et à sa belle-mère, William Parr retourne dans le Nord, où il meurt avant le 3 décembre de la même année.

## Mariages et descendance
William Parr épouse en premières noces Joan Trusbut, la veuve de Thomas Colt. Bien que son mariage ne produise aucune descendance, il reçoit toutefois la garde de son beau-fils John Colt.
Veuf en 1473, Parr se remarie avec Elizabeth FitzHugh, fille d'Henry FitzHugh, 5e baron FitzHugh, et d'Alice Neville, fille du comte de Salisbury et sœur du comte de Warwick. Le couple a quatre enfants :
- Anne Parr (vers 1476 – 4 novembre 1513), épouse Thomas Cheney ;
- Thomas Parr (vers 1480 – 11 novembre 1517), épouse Maud Green. Ils sont les parents de Catherine Parr, la sixième et dernière épouse d'Henri VIII ;
- John Parr (mort le 8 septembre 1508) ;
- William Parr (vers 1483 – 10 septembre 1547), 1er baron Parr de Horton, épouse Mary Salisbury.